# Eleição municipal de Araçatuba em 2020
A eleição municipal de Araçatuba em 2020 está prevista para ocorrer no dia 15 de novembro. Esta cidade paulista possui 198.129 habitantes dentre os quais 151.463 são eleitores que neste dia votarão para definir o seu prefeito e os seus 15 vereadores, destes 53,66% são mulheres e ainda entre faixas de idades temos um índice de 26,58% de pessoas na faixa de 45 e 59 anos, entre 35 e 44 anos 19,75% e entre 25 a 34 anos 18,04%.

## Antecedentes

### Eleição Municipal de 2016
Na eleição de 2016, o ex-deputado estadual Dilador Borges, do PSDB, venceu a disputa com 59,58% dos votos válidos, tendo como adversários o empresário Luís Fernando Arruda Ramos, candidato pelo PTB, que obteve 38,69% dos votos válidos e o candidato do PT, Hélio Consolaro, que teve 1,73% dos votos válidos, o tucano conquistou seu primeiro mandato após duas derrotas em 2008 e 2012, ambas para o então prefeito Cido Sério, do PT.

### Cláusula de barreira
Nesta eleição entrará em vigor a regra da "cláusula de barreira". Os partidos teriam de obter, nas eleições para a Câmara dos Deputados de 2018, pelo menos 1,5% dos votos válidos, em ao menos um terço das unidades da federação, com ao menos 1% dos votos válidos em cada uma delas; ou ter eleito pelo menos 9 deputados, distribuídos em ao menos, um terço das unidades da federação. Os partidos que não atingiram estes números podem ficar sem receber o financiamento do fundo partidário, além de não terem direito ao tempo de TV. Portanto os seguintes partidos serão afetados: UP, PCO, PCB, PSTU, REDE, PMN, PMB, DC, PTC e PRTB.

## Contexto político e pandemia
As eleições municipais de 2020 estão sendo marcadas, antes mesmo de iniciada a campanha oficial, pela pandemia do coronavírus SARS-CoV-2 (causador da COVID-19), o que está fazendo com que os partidos remodelem suas metodologias de pré-campanha. O Tribunal Superior Eleitoral (TSE) autorizou os partidos a realizarem as convenções para escolha de candidatos aos escrutínios por meio de plataformas digitais de transmissão, para evitar aglomerações que possam proliferar o vírus.
Além disso, a partir deste pleito, será colocada em prática a Emenda Constitucional 97/2017, que proíbe a celebração de coligações partidárias para as eleições legislativas, o que pode gerar um inchaço de candidatos ao legislativo. Conforme reportagem publicada pelo jornal Brasil de Fato em 11 de fevereiro de 2020, o país poderá ultrapassar a marca de 1 milhão de candidatos a prefeito, vice-prefeito e vereador neste escrutínio, o que não seria necessariamente bom, na opinião do professor Carlos Machado, da UnB (Universidade de Brasília): “Temos o hábito de criticar de forma intensa a coligação partidária, sem parar para refletir sobre os elementos positivos dela. O número de candidatos que um partido pode apresentar numa eleição, varia se ele estiver dentro de uma coligação, porque quando os partidos participam de uma coligação, eles são considerados como um único partido", afirmou Machado na reportagem.

## Pré-candidatos à Prefeito
| Nº | Nome               | Partido | Vice                        | Coligação                                                                          | Citação |
| -- | ------------------ | ------- | --------------------------- | ---------------------------------------------------------------------------------- | ------- |
| 13 | Sebastião Júnior   | PT      | Najara Leite (PT)           |                                                                                    | [ 5 ]   |
| 14 | Domingos Andorfato | PTB     | Fred Wilson (PTB)           |                                                                                    | [ 6 ]   |
| 15 | Cido Saraiva       | MDB     | Jacqueline Jacomossi (MDB)  | "Araçatuba Pra Fazer Bem Feito MDB, Avante, Patriota, Solidariedade, PMN e PCdoB   | [ 7 ]   |
| 19 | Filipe Fornari     | Podemos | Adriana Rosa (Republicanos) | "Unidos por uma Araçatuba Melhor" Podemos, Republicanos e PMB                      | [ 8 ]   |
| 36 | Laine Martins      | PTC     | Marcelo Oliveira (PTC)      |                                                                                    | [ 9 ]   |
| 43 | Flávio Salatino    | PV      | Edes Baratão (PV)           |                                                                                    | [ 10 ]  |
| 45 | Dilador Borges     | PSDB    | Edna Flor (Cidadania)       | "Construindo Juntos uma Nova Cidade" PSDB, Cidadania, DEM, PL, PROS, PSC, PP e PSL | [ 11 ]  |
| 50 | Paulo Sanda        | PSOL    | Claudemir Sem Terra (PSOL)  |                                                                                    | [ 12 ]  |

## Debates televisionados

### Primeiro turno
| Data          | Organizador(es)          | Dilador Borges (PSDB) | Sebastião Júnior (PT) | Filipe Fornari (Podemos) | Reverendo Paulo (Psol) | Domingos Andorfato (PTB) | Cido Saraiva (MDB) | Laine Martins (PTC) | Flávio Salatino (PV). |
| ------------- | ------------------------ | --------------------- | --------------------- | ------------------------ | ---------------------- | ------------------------ | ------------------ | ------------------- | --------------------- |
| 21 de outubro | TV Bandeirantes Paulista | Presente              | Presente              | Presente                 | Presente               | Presente                 | Presente           | Não convidada       | Não convidado         |
| 31 de outubro | SBT Interior             | Presente              | Presente              | Presente                 | Presente               | Presente                 | Presente           | Não convidada       | Não convidado         |